# 金阳卫矛
金阳卫矛（学名：Euonymus jinyangensis）为卫矛科卫矛属下的一个种。